# Schloss Günthersdorf
Schloss Günthersdorf (polnisch Pałac w Zatoniu) ist die Ruine eines Schlosses in Zatonie (deutsch Günthersdorf) in der Woiwodschaft Lebus in Polen. Historisch gehörte es bis 1945 zu Schlesien.

## Geschichte
Seit dem 16. Jahrhundert gehörten Gut und Schloss Günthersdorf den Adeligen Kittlitz, von Johnston, Prittwitz, Schweinitz und Friedrich August von Cosel (1712–1770), illegitimer Sohn Augusts des Starken. 1685 bis 1689 errichtete Balthasar von Unruh einen zweigeschossigen Barockbau. 1809 waren Schloss und Gut im Besitz des Adelsgeschlechts Biron von Curland. 1842 gehörte es der Saganer Herzogin Dorothea von Sagan. Sie ließ ein Mezzanin aufstocken und vor das Satteldach eine Attika setzen. Der Entwurf für den während ihrer Herrschaft angelegten Landschaftspark stammt vom Gartenarchitekten Peter Joseph Lenné. Der Park wurde im 19. Jahrhundert um das Waldgebiet im Osten erweitert und nach Dorotheas Schwester Pauline von Sagan als  „Johannen-Wiese“ benannt. 1862 erbte Dorotheas Sohn Alexandre Edmond de Talleyrand (1813–1894) das Schloss, der die Orangerie durch einen spätklassizistischen Bau ersetzen ließ. Als Besitzer folgten der preußische Landwirtschaftsminister Karl Rudolf Friedenthal und nach ihm dessen Tochter Renata von Lancken-Wakenitz. Im Jahr 1945 brannte das Schloss aus und ist seither Ruine, ebenso die Orangerie.

## Bilder

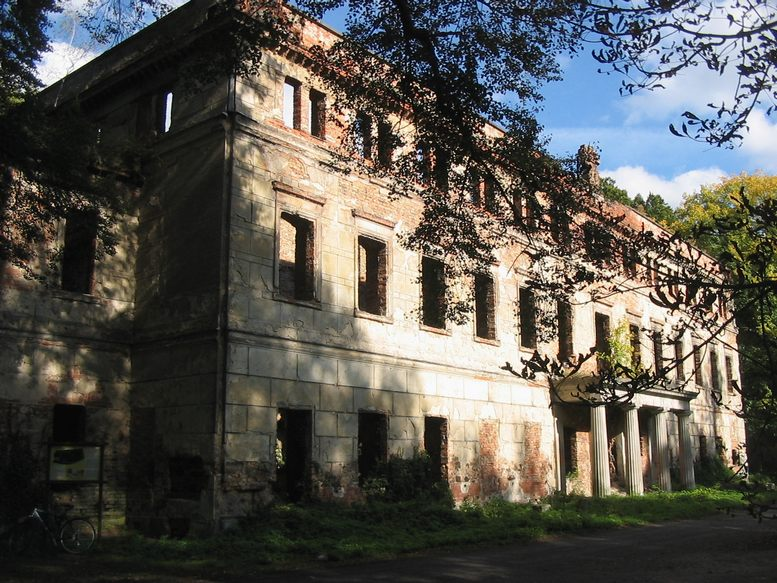
Schlossruine 2005
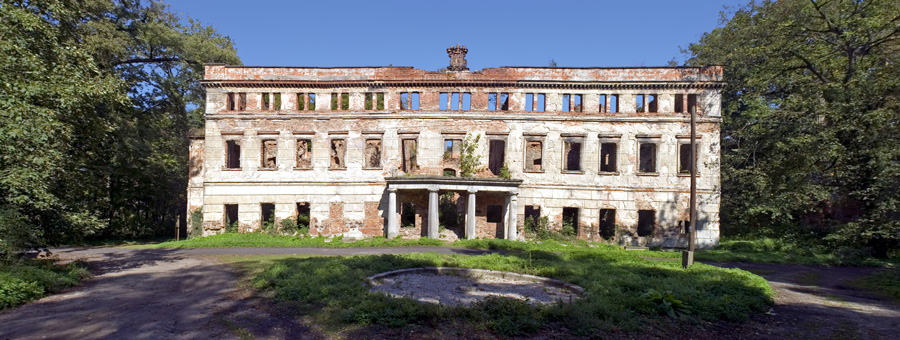
Panorama, 2006
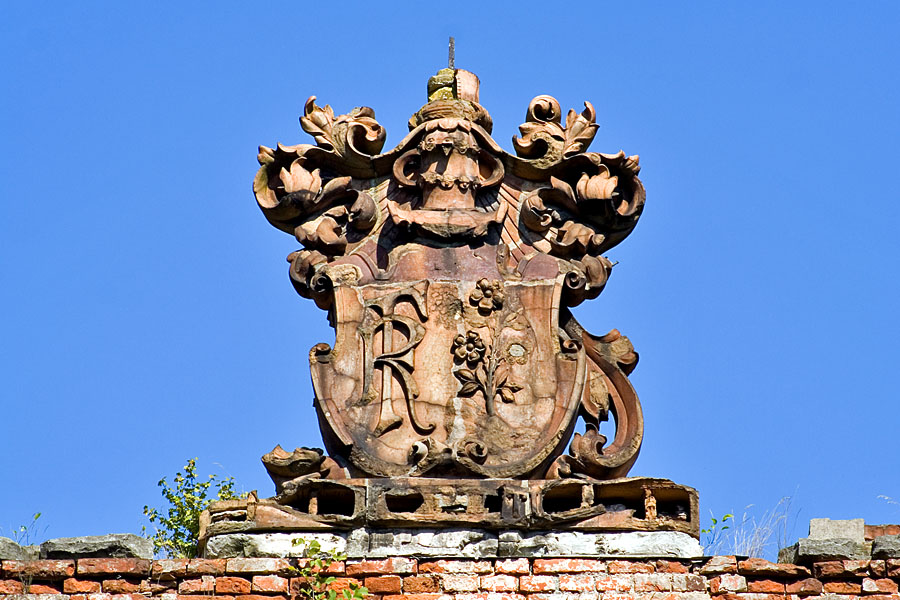
Wappen, 2006
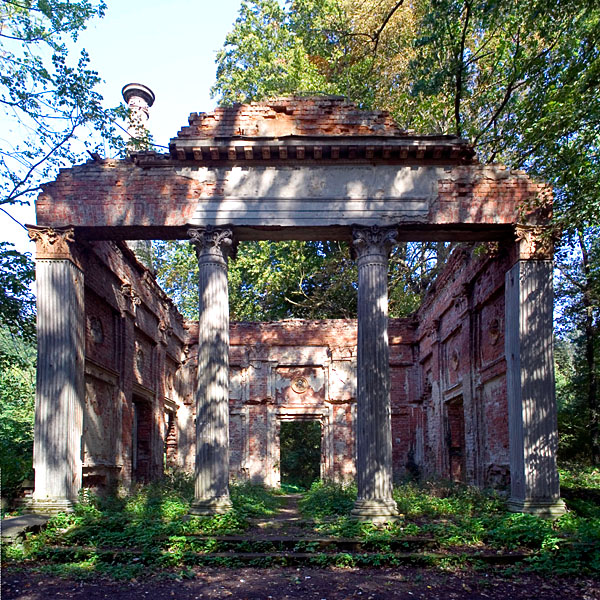
Orangerie, 2006
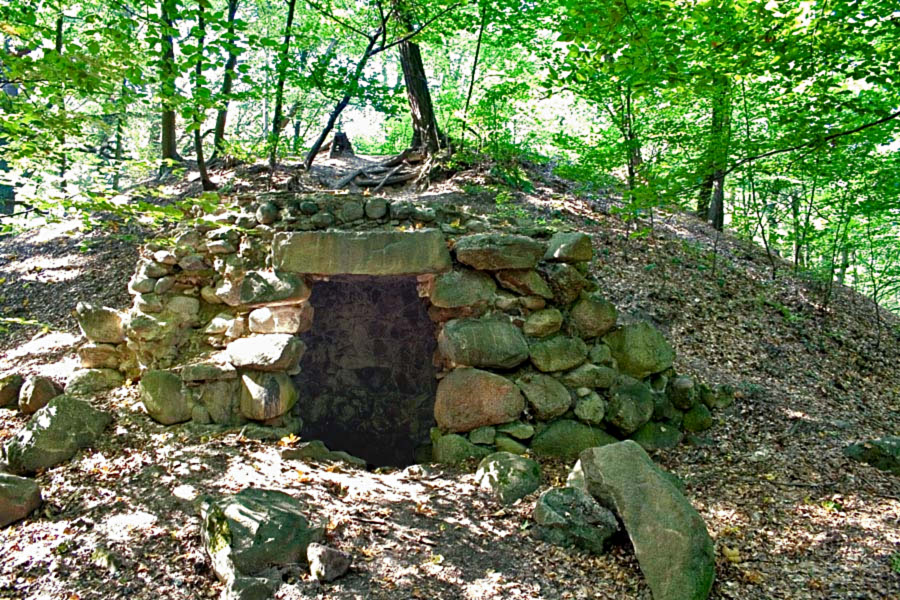
Grotte, 2006
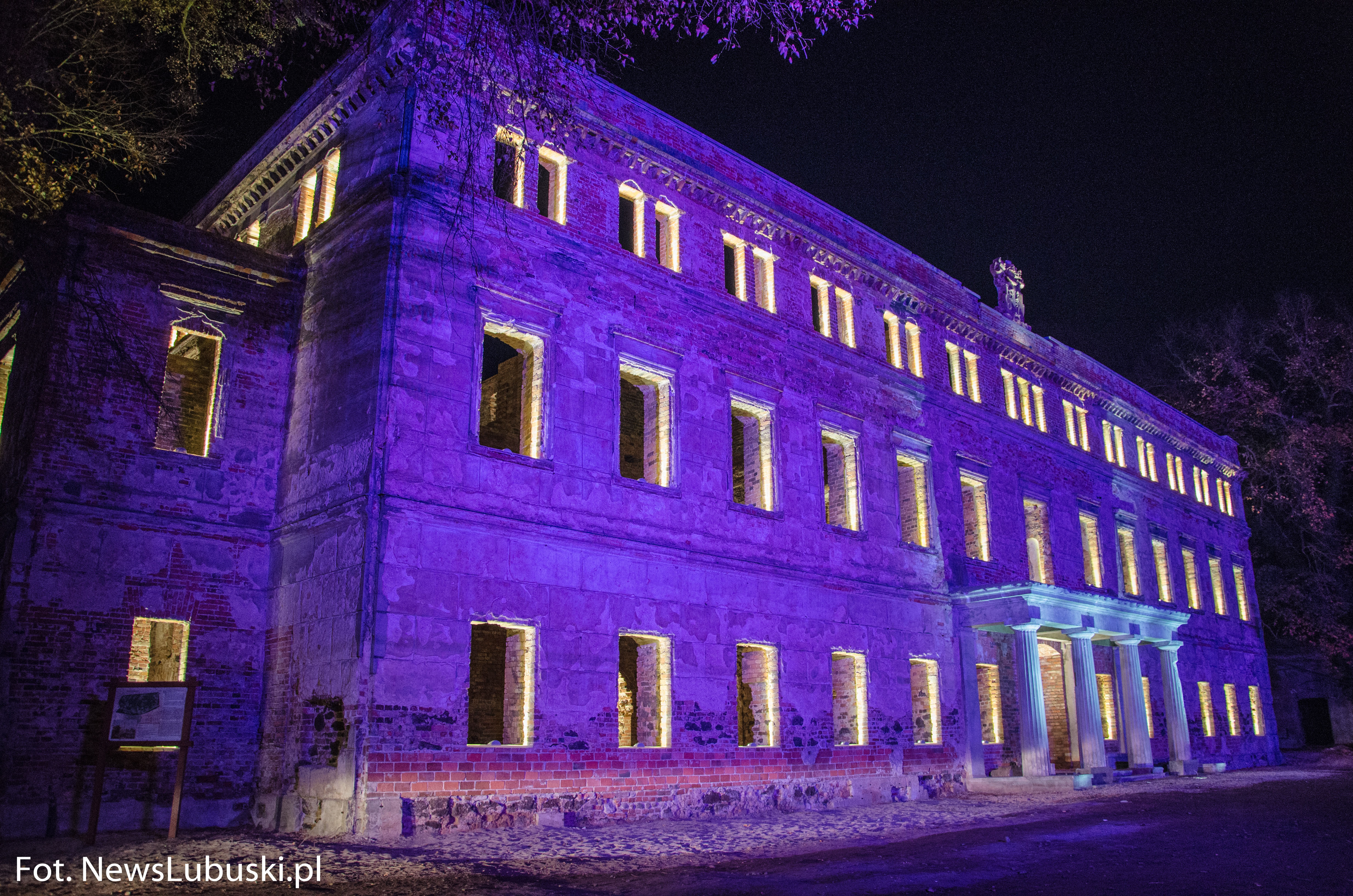
Erleuchtetes Schloss, 2018
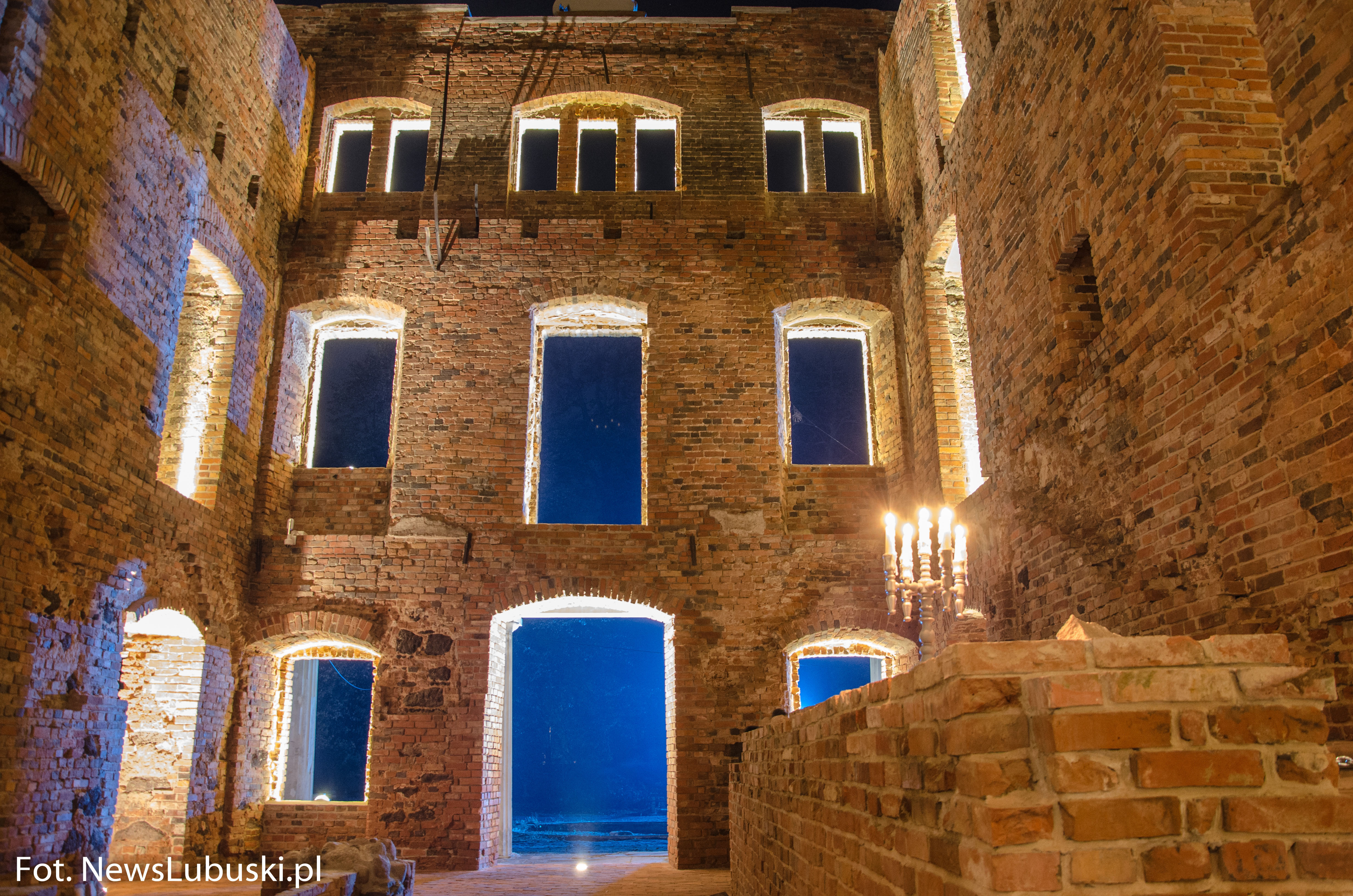
Im Inneren 2018